# Національна рада України з питань телебачення і радіомовлення
Націона́льна ра́да Украї́ни з пита́нь телеба́чення і радіомо́влення — конституційний, постійний колегіальний, наглядовий та регуляційний державний орган України в галузі телерадіомовлення.
Національна рада є юридичною особою, має печатку зі своїм найменуванням та зображенням Державного Герба України.

## Функції
- Контроль за дотриманням законодавства у сфері телерадіомовлення;
- участь у розробленні та реалізації державної політики у сфері телерадіомовлення;
- розробка і затвердження Плану розвитку національного телерадіоінформаційного простору;
- здійснення аналізу стану телерадіомовлення в Україні;
- прийняття рішень про створення та розвиток каналів мовлення, мереж мовлення, телемереж, які передбачають використання радіочастотного ресурсу;
- сприяння включенню телерадіоорганізацій України до світового інформаційного простору і здійсненню їх діяльності відповідно до міжнародних стандартів;
- участь у розробці пропозицій щодо вдосконалення законодавства у цій сфері;
- здійснення співробітництва з питань телебачення і радіомовлення з міжнародними організаціями, з органами державної влади та неурядовими організаціями інших країн;
- формування тимчасового архіву та архівного фонду телерадіоорганізацій (копій записів програм, що виходять в ефір, відзнятого матеріалу);
- створення та утримання державного архіву телебачення і радіомовлення України у порядку, встановленому законом.

## Правові основи, принципи та основні напрямки діяльності
Національна рада у своїй діяльності керується Конституцією України, Законом України «Про Національну раду України з питань телебачення і радіомовлення», Законом України «Про телебачення і радіомовлення», іншими законами України, міжнародними договорами України, що ратифіковані Верховною Радою України, актами Президента України. Діяльність Національної ради ґрунтується на принципах законності, незалежності, об'єктивності, прозорості, доступності для громадськості, врахування культурної, ідеологічної та політичної багатоманітності в суспільстві, врахування загальновизнаних міжнародних норм та стандартів у галузі телерадіомовлення, повноти і всебічного розгляду питань та обґрунтованості прийнятих рішень.
З 31 березня 2023 правовий статус, порядок формування, діяльності та повноваження Нацради регулюються Законом «Про медіа».
Діяльність Національної ради є відкритою, а її рішення — доступні для суб'єктів інформаційних відносин.
Основними напрямами діяльності Національної ради є гарантування інформаційної безпеки України, підтримка розвитку вітчизняних телерадіоорганізацій, сприяння збільшенню в ефірі національних телерадіокомпаній частки вітчизняного інформаційного продукту (творів національної культури), розширення загальнонаціональних та регіональних теле- і радіомереж, сприяння розвитку місцевого мовлення та надання ринкових переваг для телерадіопрограм, створених в Україні, заходи з поетапного впровадження цифрового телерадіомовлення.
Національна рада щорічно готує звіт про свою діяльність та подає його до Верховної Ради України і Президента України до 1 лютого наступного за звітним року.

## Історія

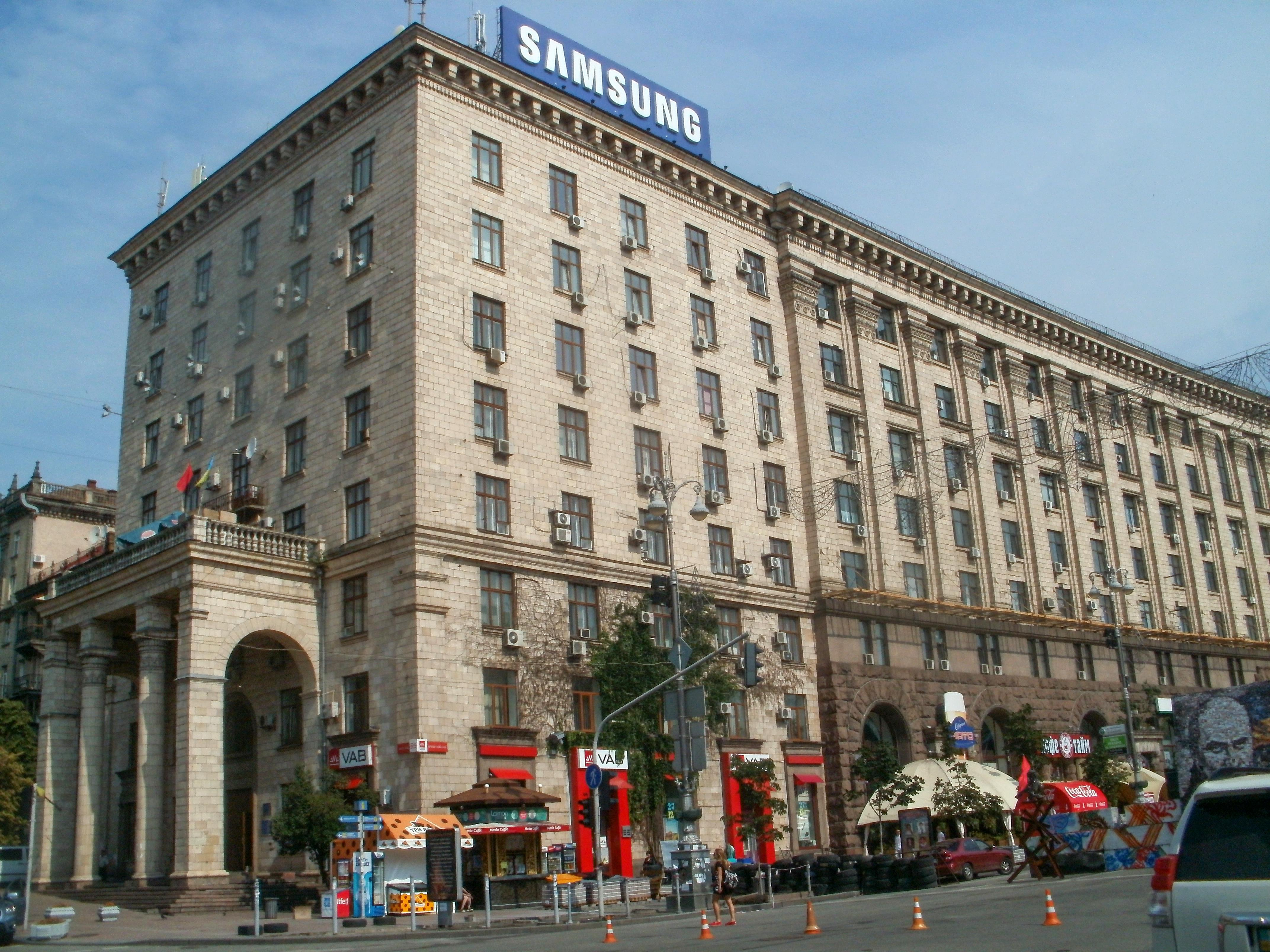
Приміщення Комітету на розі Прорізної та Хрещатика

22 лютого 1994 року набрав чинності Закон України «Про телебачення і радіомовлення», який вперше задекларував створення в Україні державного регуляторного та контрольного органу в системі електронних ЗМІ — Національної ради України з питань телебачення і радіомовлення.
25 квітня 1994 року Президент України Л. Кравчук видав Указ «Про Національну раду з питань телебачення і радіомовлення».
3 червня 1994 року Президент України Л. Кравчук видав Указ «Про Тимчасове положення про Національну раду з питань телебачення і радіомовлення».
1 серпня 1994 року Президент України Л.Кучма скасовує обидва укази як такі, що не відповідають статті 5 Закону України «Про телебачення і радіомовлення»
15 грудня 1994 року Верховна Рада України затвердила нове Тимчасове положення про Національну раду України з питань телебачення і радіомовлення, що діяло до набрання чинності окремого Закону України «Про Національну раду» та обрала персональний склад Національної ради у кількості восьми осіб.
28 червня 1996 року на п'ятій сесії Верховної Ради України прийнято Конституцію України. У ст. 85. п. 20 Конституції серед повноважень Верховної Ради зазначено: «…призначення половини складу Національної ради України з питань телебачення і радіомовлення», а серед повноважень Президента України — «призначає на посади та звільняє з посад половину складу Національної ради України з питань телебачення і радіомовлення» (п.13. ч.1.ст.106).
23 вересня 1997 року прийнято Закон України «Про Національну раду України з питань телебачення і радіомовлення», який розширив її повноваження, чітко окреслив завдання та функції.
Березень 1999 року — Верховна Рада України призначила чотирьох членів Національної ради з порушенням процедури, визначеної законодавством. Це призвело до того, що Президент України відмовився призначати інших чотирьох членів Національної ради, і регуляторний орган у сфері електронних ЗМІ понад рік не працював за відсутністю кворуму.
Квітень 2000 року — Верховна Рада України скасувала свою постанову річної давності про призначення членів Національної ради, і протягом травня та червня 2000 року було повністю сформовано новий склад Національної ради (т. зв. третій, на чолі з Б. Холодом).
Лютий 2005 року — з метою пришвидшення процесу формування нових органів влади після проведення президентських виборів і створення дієздатної Національної ради всі члени чинного на цей час склади Національної ради подали у відставку. Це створило умови для проведення швидких кадрових ротацій.
3 березня 2005 року — Верховна Рада України схвалила нову редакцію Закону України «Про Національну раду України з питань телебачення і радіомовлення», яка враховувала зміни в розвитку національного телерадіоінформаційного простору та реальні стосунки між суб'єктами правовідносин в інформаційній сфері. Вперше Національній раді було надано право самій обирати керівника (квітень 2005 року — В. Шевченко).
Друга половина 2005 року — початок 2006 року — Національна рада активно практикувала підписання меморандумів із загальнонаціональними теле- і радіомовниками — документи про взаємні зусилля, спрямовані на розвиток вітчизняного інформаційного простору та утвердження української мови у теле-
та радіоефірі.
13 січня 2006 року — Верховна Рада України схвалила нову редакцію Закону України «Про телебачення і радіомовлення», що вніс суттєві зміни в діяльність Національної ради. Зокрема, термін повноваження члена Національної ради було продовжено з чотирьох до п'яти років.
Березень 2006 року — початок запровадження в Україні цифрового телебачення: проведено перший конкурс на 4 цифрові телеканали в м. Києві.
Впродовж 2006 року розпочато ліцензування провайдерів програмної послуги (операторів кабельного телебачення). Розроблено і затверджено передбачений новим законодавством План розвитку телерадіоінформаційного простору України.
2007 рік — головним у діяльності Національної ради стали створення пріоритетів для поширення вітчизняної інформаційної продукції (теле- і радіопередачі власного виробництва)та адаптація закордонних програм до вимог національного законодавства (затвердження пакетів програм для операторів програмної послуги).
2018 рік — Національна рада припиняє допомогу в експертизі рекламних роликів щодо їхньої приналежності до соціальних.
На початку січня 2020 року Національна рада з питань телебачення і радіомовлення створила робочу групу, яка працює над змінами до Правил ведення мовлення на теле- і радіоканалах у дні трауру (скорботи, жалоби) та дні пам'яті. Робочу групу очолила заступниця голови Нацради Уляна Фещук, до її складу увійшли всі члени Нацради, керівник апарату, керівники різних структурних підрозділів Нацради. Робочу групу створено після звернення телеканалів Рудольфа Кірноса «Niki Kids», «Niki Junior», «EU Music» (ТОВ «Дитяче телебачення України» та ТОВ «Музичний телеканал РУ М'юзік»). Пан Кірнос неодноразово закликав Нацраду пом'якшити правила мовлення у дні жалоби та дні пам'яті для нішевих телеканалів. Редакцію Правил ведення мовлення на теле- і радіоканалах у дні трауру (скорботи, жалоби) та дні пам'яті Нацрада затвердила 23 липня 2015 року, Міністерство юстиції зареєструвало 11 серпня 2015 року, і вони набули чинності 15 вересня 2015 року. Ту редакцію правил напрацьовували разом з Нацрадою представники великих медіагруп. Основними змінами стало розмежування правил для днів трауру (жалоби) й днів пам'яті. До програмування в дні пам'яті висувалися менш суворі вимоги, ніж до днів трауру.
16 січня 2020 року набувають чинності норми статті 32 Закону України «Про забезпечення функціонування української мови як державної», який Верховна Рада України ухвалила 25 квітня 2019 року і який набув чинності 16 липня 2019 року. Ця стаття регламентує використання державної мови у сфері реклами. Із зазначеної дати вся реклама на телебаченні, радіо, а також у друкованих виданнях має бути виконана лише українською мовою. Порушення вимог Закону України «Про забезпечення функціонування української мови як державної» щодо застосування державної мови у сфері реклами тягнуть за собою накладення штрафу від двохсот до трьохсот неоподатковуваних мінімумів доходів громадян або попередження, якщо порушення вчинене вперше.
31 березня 2023 набирає чинності Закон України «Про медіа».

## Склад Національної ради
До складу Національної ради входять 8 осіб. Чотирьох членів Національної ради призначає Верховна Рада України, ще чотирьох — Президент України. Строк повноважень членів Національної ради — 5 років. Переобратися на повторний строк одна і та ж особа може лише один раз.
Членом Національної ради може бути призначений лише кваліфікований фахівець у галузі журналістики, юриспруденції, телерадіомовлення, управління, представників науки, культури, мистецтва, які мають вищу освіту, стаж роботи у сфері телерадіомовлення, зокрема наукової або педагогічної, не менше 5 років, володіє державною мовою, проживає в Україні протягом останніх десяти років та на момент призначення не досяг пенсійного віку.
Члени Національної Ради обіймають цю посаду на постійній основі, є державними службовцями першої категорії й не мають права обіймати будь-які інші посади в державних і недержавних установах, займатися підприємництвом, бути засновниками (співзасновниками) телерадіоорганізацій, припиняють членство в політичних партіях.
| Склад Національної ради станом на 12 травня 2020 року | Склад Національної ради станом на 12 травня 2020 року |
| Посада                                                | Прізвище та ініціали                                  |
| ----------------------------------------------------- | ----------------------------------------------------- |
| Голова Національної ради                              | Герасим'юк Ольга Володимирівна                        |
| Перший заступник голови Національної ради             | Коваль Валентин Юрійович                              |
| Заступник голови Національної ради                    | Черниш Олег Миколайович                               |
| Відповідальний секретар Національної ради             | Зіневич Юрій Михайлович                               |
| Член Національної ради                                | Ільяшенко Олександр Борисович                         |
| Член Національної ради                                | Ніцко Олена Анатоліївна                               |
| Член Національної ради                                | Онопрієнко Максим Валентинович                        |
| Член Національної ради                                | Руденко Тетяна Сергіївна                              |

| Члени Національної ради за всі роки існування цього органу (в порядку призначень) | Члени Національної ради за всі роки існування цього органу (в порядку призначень) |
| Прізвище та ініціали                                                              | Роки перебування на посаді                                                        |
| --------------------------------------------------------------------------------- | --------------------------------------------------------------------------------- |
| Барсук В. О.                                                                      | 1994                                                                              |
| Кісін В. Б.                                                                       | 1994                                                                              |
| Михайленко А. Г.                                                                  | 1994                                                                              |
| Москаленко А. З.                                                                  | 1994                                                                              |
| Погорілко В. Ф.                                                                   | 1994, 1994—1999                                                                   |
| Попович М. В.                                                                     | 1994                                                                              |
| Цендровський В. А.                                                                | 1994, 1999—2000                                                                   |
| Яремчук О. І.                                                                     | 1994, 1994—1999                                                                   |
| Кочетков О. Б.                                                                    | 1994—1999                                                                         |
| Кудін В. О.                                                                       | 1994—1999                                                                         |
| Ляхов О. І.                                                                       | 1994—1999                                                                         |
| Мащенко І. Г.                                                                     | 1994—1999                                                                         |
| Петренко В. М.                                                                    | 1994—1999                                                                         |
| Слободян М. І.                                                                    | 1994—1999                                                                         |
| Аксененко С. І.                                                                   | 1999—2000                                                                         |
| Княжицький М. Л.                                                                  | 1999—2000, 2000—2002                                                              |
| Червінчук М. В.                                                                   | 1999—2000                                                                         |
| Лешик В. К.                                                                       | 2000—2002, 2003—2005                                                              |
| Покальчук Ю. В.                                                                   | 2000—2002                                                                         |
| Потураєв М. Р.                                                                    | 2000—2002                                                                         |
| Баграєв М. Г.                                                                     | 2000—2002                                                                         |
| Грановський В. М.                                                                 | 2000—2003                                                                         |
| Плаксюк Ю. О.                                                                     | 2000—2003, 2005—2010                                                              |
| Холод Б. І.                                                                       | 2000—2004                                                                         |
| Шкарлат Ю. Г.                                                                     | 2002                                                                              |
| Мартиненко О. В.                                                                  | 2002—2003                                                                         |
| Манжосов В. А.                                                                    | 2002—2005, з 2010                                                                 |
| Понеділко В. І.                                                                   | 2002—2010                                                                         |
| Шевченко В. Ф.                                                                    | 2002—2005, 2005—2010                                                              |
| Лебедєва Т. Я.                                                                    | 2003—2010                                                                         |
| Павленко В. В.                                                                    | 2003—2005                                                                         |
| Фартушний М. В.                                                                   | 2003—2005, 2010                                                                   |
| Бутко О. В.                                                                       | 2004—2005                                                                         |
| Курус І. Ф.                                                                       | 2005—2010                                                                         |
| Лясовський В. Є.                                                                  | 2005—2009                                                                         |
| Мирошніченко А. А.                                                                | 2005—2010                                                                         |
| Сторожук Ю. А.                                                                    | 2005—2007                                                                         |
| Мокріді Т. О.                                                                     | 2007—2010                                                                         |
| Головатенко О. А.                                                                 | 2010—2014                                                                         |
| Мудрак Л. М.                                                                      | 2010—2014                                                                         |
| Баранов Є. В.                                                                     | 2010—2014                                                                         |
| Калетник (Єлманова) О. М.                                                         | 2010—2012                                                                         |
| Опілат І. В.                                                                      | 2010—2014                                                                         |
| Артеменко Ю. А.                                                                   | 2014—2019                                                                         |
| Котенко К. С.                                                                     | 2014—2016                                                                         |
| Ільяшенко О. Б.                                                                   | 2014                                                                              |
| Севрюков В. В.                                                                    | 2014—2015                                                                         |
| Черниш О. М.                                                                      | 2014                                                                              |
| Коваль В. Ю.                                                                      | 2016                                                                              |
| Горковенко В. В.                                                                  | 2019                                                                              |
| Онопрієнко М. В.                                                                  | 2019                                                                              |
| Зіневич Ю. М.                                                                     | з 2019                                                                            |
| Ніцко О. А.                                                                       | з 2020                                                                            |
| Руденко Т. С.                                                                     | з 2020                                                                            |

| Голови Національної ради | Голови Національної ради   |
| Прізвище та ім'я         | Роки перебування на посаді |
| ------------------------ | -------------------------- |
| Володимир Барсук         | 1994                       |
| Віктор Петренко          | 1994—1999                  |
| Борис Холод              | 2000—2005                  |
| Віталій Шевченко         | 2005—2009                  |
| Володимир Манжосов       | 2010—2014                  |
| Юрій Артеменко           | 2014—2019                  |
| Ольга Герасим'юк         | з 2020                     |

## Апарат Національної ради
Для правового, наукового, інформаційного, організаційного, матеріально-технічного та іншого забезпечення діяльності Національної ради створено апарат Національної ради. За основними напрямами роботи в Національній раді з 1 листопада 2010 року діють такі структурні підрозділи: управління науково-технічного і частотного розвитку, управління ліцензування телерадіомовлення, контрольно-аналітичне управління, управління координації роботи представників та секретаріатів представників, управління правового забезпечення, управління організаційного забезпечення Національної ради, фінансово-економічне управління, адміністративно-господарське управління, відділ зв'язків із засобами масової інформації та громадськістю, сектор міжнародних зв'язків, сектор кадрів. Структурні підрозділи Національної ради підпорядковуються керівнику та заступнику керівника апарату Національної ради. В областях працюють представники Національної ради, наділені повноваженнями щодо контролю за діяльністю аудіовізуальних ЗМІ та співпраці з місцевими органами влади.

### Дорадчо-консультативні органи при Національній раді
При Національній раді діє дорадчо-консультативний орган — Громадська рада, до якого входять професійні некомерційні, недержавні організації, які легалізовані у встановленому законодавством порядку, а також авторитетні фахівці цієї сфери, запропоновані громадськістю (професійними організаціями журналістів).

## Фінансування Національної ради
Діяльність Національної ради фінансується з Державного бюджету України.

## Скандали
7 січня 2017 року в Різдво колишній гумористично-розважальний телеканал «Гумор ТБ» показав в слоті 20:00—21:30 фільм Даріо Ардженто «Гравець» 2004 року одразу після переходу на «Бабай ТБ», у якому почався показ фільму, фільм транслювався з позначкою «18+» в червоному кругу замість прокатної версії, результати показу Нацрада розглянути не встигла, 7 квітня цього же року обидва канали припинили свої мовлення, а 12 травня Нацрада анулювала їх ліцензії.